# Орлова, Лилия Александровна
Ли́лия Алекса́ндровна Орло́ва (в девичестве За́йцева; 12 октября 1930, Кокшайск, Звениговский район, Марийская автономная область, Горьковский край, РСФСР, СССР — 22 июля 2004, Йошкар-Ола, Марий Эл, Россия) — советский и российский художник декоративно-прикладного искусства, вышивальщица. Председатель Союза художников Марийской АССР (1982—1984). Заслуженный художник РСФСР (1979). Заслуженный деятель искусств Марийской АССР (1970), лауреат Государственной премии МАССР (1978).

## Биография
Родилась 12 октября 1930 года в с. Кокшайск ныне Звениговского района Марий Эл.
В 1949 году окончила Марийскую профтехшколу, в 1954 году — Московское художественно-промышленное училище имени М. И. Калинина.
В 1954—1964 годах работал художником цеха национальной вышивки фабрики «Труженица», в 1966—1980 годах — преподавателем вышивки Республиканской детской художественной школы Марийской АССР, в 1974—1982 годах —преподавателем ГПТУ № 6 г. Йошкар-Олы.
С 1984 года — на свободной творческой работе, в которой возрождала традиции национальной марийской вышивки: занавесы для залов общественных зданий (Национальный музей Республики Марий Эл, Дворец профсоюзов, ресторан «Таир» г. Йошкар-Олы), портьеры, декоративные панно. Вступила в Союз художников СССР.
В 1982—1984 годах была председателем Союза художников Марийской АССР.
Работы Л. А. Орловой экспонировались в СССР, России и за рубежом и ныне украшают собрания музеев Санкт-Петербурга, Суздаля, Саранска, Йошкар-Олы и других городов.
В 1979 году ей присвоено почётное звание «Заслуженный художник РСФСР». В 1970 году она стала заслуженным деятелем искусств Марийской АССР, в 1978 году — лауреатом Государственной премии МАССР. Награждена бронзовой медалью ВДНХ и Почётной грамотой Президиума Верховного Совета Марийской АССР.
Скончалась 22 июля 2004 года в Йошкар-Оле.

## Признание
- Заслуженный художник РСФСР (15 июня 1979)[1][2][4]
- Заслуженный деятель искусств Марийской АССР (1970)[1][2][4]
- Лауреат Государственной премии Марийской АССР (1978)[1][2][4]
- Бронзовая медаль ВДНХ (1970)[1][2]
- Почётная грамота Президиума Верховного Совета Марийской АССР (1985)[1][2]

## Память
- В марте 2009 года в Республиканском музее изобразительных искусств Марий Эл открылась художественная выставка «Династия Орловых», где были представлены и работы Л. А. Орловой.
- В январе 2021 года в Музее народно-прикладного искусства Йошкар-Олы состоялось открытие выставки «Обращаясь к наследию мастера» памяти Л. А. Орловой[6].